# Jætte
Jætter er en fællesbetegnelse for en række overnaturlige væsner fra den nordiske mytologi, som de spillede en afgørende rolle i. De blev hovedsageligt knyttet til den vilde natur og naturkræfter, som fx sne, kulde og ild. Deres hjemverden blev kaldt Jotunheim, og var en af de ni hjemverdner i den nordiske kosmologi. De optrådte ofte som guders og asers modstandere i myterne, men intet tyder på, at jætterne blev opfattet som entydigt onde væsner i før-kristen tid. De var snarere repræsentanter for den vilde og utæmmede natur. Og ligesom den både livgivende og destruktive natur kunne de derfor både være til hjælp og til skade for mennesker og guder. Af udseende kunne de både være helt utroligt smukke eller hæslige og frastødende.
Efter religionsskiftet levede mange af forestillingerne om overnaturlige væsner videre i den nordiske folklore. Fx besidder folketroens trolde og vætter mange af jætternes destruktive karaktertræk.

## Karakteristik
Jætterne repræsenterede en selvstændig æt, der ifølge den mest udførlige beretning om verdens skabelse i Gylfaginning opstod uafhængigt af asernes æt. De var ikke udelukkende destruktive kaosvæsner, men levede i et velordnet samfund. Ophavsmæssigt var aserne og jætterne i realiteten meget nært beslægtede, i det Odin, Vile og Ves mor var en jætte. Jætterne repræsenterede den af de oppositionelle kategorier, som præger den nordiske verdensforståelse. De var knyttet til naturen, og blev derfor associeret med kvindelighed, uorden, forandring og død. Guderne var på deres side knyttet til kultur, mandlighed, orden og stabilitet. Kulturen blev opfattet som en kvalitativ forbedring af naturen, den var derfor en forudsætning for kulturen, samtidig med at den var underlegen. Natur var imidlertid ukontrollabelt, og kunne i længden ikke holdes nede.
Jætternes verden var et modbillede på gudernes, men den indeholdt også et samfundsstruktur, der var et ligeværdigt alternativ. Der fandtes sociale strukturer, der lignede dem, som fandtes i det nordiske samfund. Der var et socialt hierarki; nogle af jætterne var fx umådeligt rige og magtfulde, mens andre var ludfattige. Jætterne beskrives som lige så rige på guld som guderne (mytologisk fungerede guld som et billede på frugtbarhed). På trods af dette fremstilles jætterne som mindreværdige i forhold til guderne i myterne.
Jætternes domæne var den vilde natur, der omkransede kulturlandskabet. Det blev kaldt Jotunheim og strakte sig helt til verdens yderste kant ved Udgård. Den geografiske placering af Jotunheim mod nord og øst for de befolkningstætte områder i Norden er sandsynligvis en litterær konstruktion fra middelalderen. Ligesom deres identificering med samerne. Jætterne rådede også over det Ægir var havets hersker sammen med sin kone Ran. Deres ni døtre repræsenterede bølgerne. Vaneguden Njord rådede dog over fangsten og vejret. Yderst i verdenshavet lå endnu et væsen fra jætternes verden, Midgårdsormen, et af de mest frygtindgydende uhyrer. Det er muligt, at nordboerne opfattede jætterne som noget andet end de egentlige kaosuhyrer, som fx Nidhug, Fenrisulven, Midgårdsormen, Surt og Udgårdsloke. Disse væsner blev i mytologien placeret uden for Jotunheim og repræsenterede sandsynligvis naturens destruktive kræfter. Jætternes og uhyrernes skadevoldende karakter var resultat af deres bundethed til naturen, frem for en iboende ondskab, og de kunne også have enten direkte eller indirekte positive egenskaber; fx blev jorden skabt ud af urjætten Ymirs krop og blev holdt sammen af Midgårdsormens greb.
Jætternes æt var den første i verden, deres stamfar var Ymir, det første levende væsen. De havde derfor indsamlet en større viden om den end selv guderne, og nogle af de ældste blev beskrevet som umådeligt vise. Deres store ælde betød også, at mange af verdens skatte var kommet i deres besiddelse. Disse værdier var af tre forskellige typer: guld, kvinder og naturressourcer. Jætternes rigdomme blev begæret af aserne, som tog dem, enten ved list og trolddom (som regel Odins metode) eller gennem rå magt (som regel Thors metode). Det, aserne tog fra jætterne, dvs. naturen, fik imidlertid ikke dets fulde værdi, før det, af mandlige guder, blev omdannet til produktive kulturgenstande. I mange tilfælde behøvede de dog hjælp fra kvindelige jætter for at kunne erhverve dem. Af udseende var de forskellige; nogle lignede mennesker, mens andre var hæslige eller lignede monstre. De kvindelige jætter kunne have stor, næsten overjordisk skønhed, det gælder fx Gerd, som Frej blev forelsket i. Men også Odin og endog Thor kunne falde for jættekvinder. Thor fik flere gange endda hjælp af en jættekvinde, når han i sin egenskab af kosmosvogter bekæmpede andre jætter.

## Forholdet mellem jætter og aser
Det vigtigste emne i den nordiske mytologi var det fjendtlige forhold mellem jætter og guder. Selvom det, bortset fra Ragnarokfortællingerne, kun var i Thorsmyterne, at egentlige kampe mellem jætter og guder var i fokus. Forholdet mellem jætter og guder er negativt reciprokt, dvs. interaktionen mellem dem tog form af negative relationer, det kunne være indbyrdes tyveri, bedrag, brudte løfte osv. Det var i reglen sådanne handlinger, der igangsatte historien i de enkelte myter, og som gav næring til den konstante spænding mellem de to grupper, og dermed skabte det konstante pres på asernes position og det kosmologiske status quo. Forud for den egentlige skabelse eksisterede der jætter, men aserne var for kosmogonien, og blev det derved også for drabet på jætternes stamfader, som endda var gudernes mødrene ophav. Ragnarok var derfor jætteættens endelig hævn over asernes uret mod Ymir i urtiden. Jætter blev associeret med natur, fødsel, kvindelighed, passivitet, spontan og ukontrollabel skabelse og død. I Völuspá blev døden og dermed tidens gang introduceret i urtiden af tre jættekvinders ankomst til Asgård. De bragte de farlige kvindelige kræfter, som de mandlige guder ikke kunne kontrollere, dvs. tiden, seksuelt begær, reproduktion, skæbne og dødelighed. Gudernes målsætning var fastholdelse af status quo, med dem selv som verdens dominerende magt, mens jætterne stod for forandring, og derved verdens bevægelse frem mod dens afslutning ved Ragnarok. Asernes overmagt var primært baseret på intelligens, og indenfor den enkelte mytes forløb var jætternes succeser kun kortvarige, og de endte med genoprettelsen af status quo. Overordnet set mistede guderne imidlertid gradvist deres overmagt, indtil den endeligt blev brudt ved Ragnarok.
Aserne blokerede allerede fra begyndelse for et ligeværdigt forhold: De dræber ættens stamfar, de nægter at lade deres egne kvinder gifte sig med medlemmer af jætternes slægt, de gennemtvinger underordningen af kvindelighed overfor mandlighed, tillader kun at jættekvinder fungerer som konkubiner for aserne, og stjæler samtidigt jætternes rigdomme. Ved at nægte ægteskabelige forbindelser mellem de to grupper, blev jætterne i praksis placeret i en underordnet position i forhold aserne, idet ægteskab i de nordiske samfund normalt ikke blev indgået mellem slægter på meget forskellige sociale nivauer. Jætternes rov af gudinder (herunder vaner) krævede derfor også drastiske sanktioner fra gudernes side, herunder drab og brudte løfter. Disse alvorlige lovbrud blev retfærdiggjort af de alvorlige brud på den sociale orden. Enkelte jætter hørte til gudernes kreds, fx Loke, Han var Odins blodbror og fungerede derved som bindeled mellem gudernes og jætternes verden. Hans optræden i myterne var samtidig en understregning af gudernes afhængighed af jætternes kunnen og ressourcer.
Nedvurderingen af jætterne i myterne var en afspejling af det nordiske samfunds generelle nedvurdering (i lighed med mange andre før-moderne kulturer) af den kvindelige og ukontrollable skaberkraft. Fokus blev i stedet lagt på den mandlige skaberkraft, selvom myterne erkendte dens i sidste ende totale afhængighed af kvinden. Den kvalitative forskel forklares ved at naturlig reproduktion i sidste ende medfører døden, mens ting og væsner skabt af mænds håndværkskunnen potentielt har evigt liv.
Kun meget få spor tyder på eksistensen af en jættekult, såsom fortællingerne om visse stormandsslægters legendariske afstamning fra jættekvinder. Men initiationsriter for unge aristokratiske mænd involverede tilsyneladende ophold hos jætter. Desuden kan fester til markering af årstidernes skiften, muligvis knyttes til jætterne.

## Forbundet med Bibelens giganter
Det var i nyere tid en udbredt tro, at Nordens første beboere var de giganter, der i sagaerne kaldtes jætter, tilsyneladende underbygget af fund af enorme knogler, der i virkeligheden stammede fra mammuter og andre dyr. Så sent som i 1740 blev det hævdet, at det ikke er muligt at benægte giganternes eksistens. Sådanne påstande forsvandt først i 1800-tallet. Forestillingen findes i Bibelen og antikken, såsom hos Horats og Plinius den ældre. Thormod Torfæus satte et skille op mellem trolde, som han ikke troede på, men beskrev som "helt og holdent opdigtet, eller onde ånders blændværk", og hvad han kalder "ægte" giganter. Disse tåler dagslyset uten at slå revner, og under et besøg hos ham på Karmøy, fortalte visestatholderen Frederik von Gabel ham fra sine ophold som diplomat i Frankrig, Rusland og Tyskland, og overbeviste ham om giganternes eksistens. Torfæus' frænde Arngrimur den lærde fortalte, at han i sit værk Crymogæa (= Island) forbandt de klassiske kilders giganter med norrøne historier om jætter og trolde.
Erik Pontoppidan troede også på giganterne, og Gerhard Schøning satte ligefrem ligninger op for at udregne, hvornår de første giganter ankom Norden. Hele 67 sider i det første bind af hans Norges Riiges Historie går med til en redegørelse om dette angivelige urfolk.

## Etymologi
I norrøne tekster bruges betegnelserne (pl.) jötnar (sing. jötunn), (pl.) risar (sing. risi) eller (pl.) þursar (sing. þurs) om jætter. Ofte blev de sat sammen med et substantiv, for at specificere hvilken type jætte, der var tale om. De mest almindelige former i fortællingerne var bergrisar (bjerg-riser) og hrímþursar (rimfrost-trolde). Jættekvinder blev i reglen kaldt (pl.) gýgjur (sing. gýgr) eller íviðjur (sing. íviðja).
Ordet jötunn stammer sandsynligvis fra det protogermanske *etunaz, et hypotetisk ord med samme rod som "æde" (protogermansk *etan). Den oprindelige betydning af ordet kan derfor have været "grovæder" eller "menneskeæder", i betydningen naturens kaotiske og destruktive kræfter, der truer med at opsluge mennesket. Det betyder også, at ordet þurs kan have samme rod som ordet "tørst" eller "blodtørst." Risi er måske beslægtet med "at rejse" (i betydningen "rejse sig op"), og betyder måske "tårnhøj person" (en parallel til det tyske ord Riese, det nederlandske reus og det gamle svenske rese, der alle betyder kæmpe). Ordet "jotun" er bevaret i moderne norsk, hvor det betyder "kæmpe". På moderne dansk og svensk har ordet udviklet sig til formen "jætte" og jätte. I moderne islandsk har ordet jötunn bibeholdt sin oprindelige betydning. På oldengelsk findes det beslægtede ord eoten, som på moderne engelsk er blevet til ettin. På oldengelsk fandtes desuden ordet þyrs, der har samme betydning.
Ordet jötunn var i norrøn sprogbrug et neutralt ladet ord, i modsætning til gýgr, der blev brugt negativt som betegnelse for hæslige eksemplarer med tilhold i underverdenen. Det gælder fx Hyndla, fra digtet Hyndlaljod.
Roden til runen ᚦ thurs, fra den ældre futhark, var på protogermansk *Þurisaz. Den udviklede sig senere til bogstavet Þ (thorn), kendt fra moderne islandsk. På norsk betyder ordet tuss/tusse (oprindeligt Þurs) en trold, som også er ophav til det danske ord "tusmørke" ud fra tanken om, at det var i skumringen, denslags skabninger kom frem. De danske ord "en tosse" og "tosset" kommer også fra tusse.